# Cameraria pongamiae
Cameraria pongamiae är en fjärilsart som beskrevs av Tosio Kumata 1993. Cameraria pongamiae ingår i släktet Cameraria och familjen styltmalar.
Artens utbredningsområde är:
- Filippinerna.
- Taiwan.

Inga underarter finns listade i Catalogue of Life.